# ثابو موكي
ثابو موكي (بالإنجليزية: Thabo Mooki)‏ (22 أكتوبر 1974 سويتو جنوب أفريقيا - ) هو لاعب كرة قدم جنوب أفريقي، شارك في كأس الأمم الأفريقية 1998.

## وصلات خارجية
- ثابو موكي على موقع قاعدة بيانات كرة القدم.إي يو (الإنجليزية)
- ثابو موكي على موقع ناشيونال فوتبول تيمز (الإنجليزية)